# Велзен-Зейд
Велзен-Зейд (нід. Velsen-Zuid, нід. вимова: [ˌvɛlzə(n) ˈzœyt]) — село в нідерландській провінції Північна Голландія. Входить до муніципалітету Велзен.
Його площа становить 2,28 км², а населення станом на 2021 рік складало 3 910 осіб.
Із початком будівництва у 1865 році Нордзее-каналу місто Велзен, відоме із давньоримських часів, було розділене на дві частини, південну та північну (Велзен-Норд), шо стали окремими населеними пунктами.